# Discografia de Nelly
A discografia de Nelly, um rapper norte-americano, consiste em sete álbuns de estúdio, 47 singles, dois extended plays (EP), e um álbum de remix. Um membro do grupo de hip hop St. Lunatics, Nelly foi assinado na editora discográfica Universal Records em 2000. O seu álbum de estúdio de estreia, Country Grammar, foi lançado naquele ano e explora o género dirty south. O disco recebeu o certificado de disco de diamante nos EUA e gerou os singles "Country Grammar (Hot Shit)", "E.I.", "Ride Wit Me" e "Batter Up". No ano seguinte, os St. Lunatics lançaram o seu primeiro álbum como um grupo: Free City, que recebeu certificação de platina nos EUA. O rapper colaborou com Jagged Edge e 'N Sync antes de lançar o seu segundo trabalho de estúdio, Nellyville. Apesar de ainda manter elementos centrais do hip hop, incluiu novos elementos de música pop. Nellyville produziu cinco singles, incluindo os êxitos "Hot in Herre" e "Dilemma", o último com participação da cantora Kelly Rowland. Ambos atingiram o topo da tabela musical de singles norte-americana. "Shake Ya Tailfeather", com participação de Puff Daddy e Murphy Lee, apareceu na banda sonora de Bad Boys II. O artista lançou um álbum de remix em 2003, intitulado Da Derrty Versions: The Reinvention.
Em 2004, Nelly lançou dois álbuns simultaneamente, Suit e Sweat, predominantemente do género pop, e receberam os certificados de disco de platina e três vezes platina nos EUA, respectivamente. Seis singles foram lançados dos dois álbuns, colectivamente: "Flap Your Wings", "My Place", "Tilt Ya Head Back" com Christina Aguilera e "Over and Over", que apareceram nas tabelas de singles de vários países. Sweat e Suit foram compilados em 2005 como Sweatsuit. A compilação também incluiu o single "Grillz", que alcançou o número nos EUA e tornou-se num êxito. Brass Knuckles, o quinto álbum de estúdio de Nelly, foi lançado em 2008. "Errtime", com participação de Jung Tru e King Jacob, foi gravada para a banda sonora de The Longest Yard. Quatro singles foram lançados do álbum: "Party People", "Stepped on My J'z", "Body on Me" e "One & Only"; o primeiro com participação de Fergie, e o terceiro com a participação de Jermaine Dupri e Ciara. 5.0 foi lançado em 2010. O primeiro single, "Just a Dream", foi o mais bem sucedido nas tabelas, tendo atingido o pico no terceiro lugar nos EUA. "Move That Body" e "Gone" foram os últimos dois singles lançados do álbum, o primeiro com participação de T-Pain e Akon, e o último com a participação de Kelly Rowland. Em 2013, foi lançado M.O., o sétimo álbum de estúdio do artista. Este disco não conseguiu atingir o mesmo sucesso que os seus antecessores, alcançando o número quatorze nos EUA e vendendo menos de 30 mil exemplares no seu primeiro mês de comercialização. O primeiro single, "Hey Porsche", lançado antes do álbum, foi um êxito na Oceânia, onde atingiu o número cinco na Austrália e o número sete na Nova Zelândia. Os singles subsequentes foram "Get Like Me", com participação de Nicki Minaj e Pharrell, e "Heaven", com participação de Daley.
Até Junho de 2014, Nelly já havia vendido mais de 21 milhões e 815 mil unidades de álbuns nos Estados Unidos, o que faz dele o quarto artista de rap mais bem sucedido no país, de acordo com a Recording Industry Association of America (RIAA).

## Álbuns

### Álbuns de estúdio
| Detalhes do álbum | Melhores posições nas tabelas | Melhores posições nas tabelas | Melhores posições nas tabelas | Melhores posições nas tabelas | Melhores posições nas tabelas | Melhores posições nas tabelas | Melhores posições nas tabelas | Melhores posições nas tabelas | Melhores posições nas tabelas | Melhores posições nas tabelas | Vendas           | Certificações                                                                                            |
| Detalhes do álbum | EUA                           | ALE                           | AUS                           | CAN                           | IRL                           | NOR                           | NZL                           | PB                            | RU                            | SUI                           | Vendas           | Certificações                                                                                            |
| --- | ----------------------------- | ----------------------------- | ----------------------------- | ----------------------------- | ----------------------------- | ----------------------------- | ----------------------------- | ----------------------------- | ----------------------------- | ----------------------------- | ---------------- | --- |
| Country Grammar - 27 de Junho de 2000 - Fo' Reel Entertainment, Universal Records - CD, download digital                | 1                             | 1                             | 4                             | 7                             | 26                            | 15                            | 35                            | 3                             | —                             | 14                            | - EUA: 8 561 000 | - RIAA: Diamante - MC: 3× Platina - RMNZ: 3× Platina - ARIA: Platina - BPI: Ouro                         |
| Nellyville - 25 de Maio de 2002 - Fo' Reel Entertainment, Universal Records - CD, download digital                      | 1                             | 1                             | 2                             | 2                             | 6                             | 3                             | 9                             | 2                             | 11                            | 2                             | - EUA: 6 490 000 | - RIAA: 6× Platina - MC: 4× Platina - ARIA: 3× Platina - BPI: 2× Platina - RMNZ: 2× Platina - BVMI: Ouro |
| Sweat - 14 de Setembro de 2004 - Derrty Entertainment, Universal Records - CD, download digital                         | 2                             | 2                             | 10                            | 2                             | —                             | 34                            | 36                            | 7                             | 41                            | 11                            |                  | - RIAA: Platina - ARIA: Ouro - BPI: Ouro - RMNZ: Ouro                                                    |
| Suit - 14 de Setembro de 2004 - Derrty Entertainment, Universal Records - CD, download digital                          | 1                             | 1                             | 7                             | 1                             | —                             | 21                            | 29                            | 6                             | 34                            | 8                             |                  | - RIAA: 3× Platina - BPI: Platina - ARIA: Ouro - RMNZ: Ouro                                              |
| Brass Knuckles - 16 de Setembro de 2008 - Derrty Entertainment, Universal Motown - CD, download digital                 | 3                             | 2                             | 15                            | 22                            | —                             | 60                            | —                             | 22                            | —                             | 20                            | - EUA: 223 000   | - RIAA: Ouro                                                                                             |
| 5.0 - 16 de Novembro de 2010 - Derrty Entertainment, Universal Motown - CD, download digital                            | 10                            | 17                            | 19                            | 19                            | —                             | —                             | —                             | —                             | 52                            | 59                            | - EUA: 314 000   | |
| M.O. - Lançamento: 30 de Setembro de 2013 - Gravadora: Derrty Ent., Universal Motown - Formato(s): CD, download digital | 14                            | 4                             | —                             | —                             | —                             | —                             | —                             | —                             | —                             | 89                            | - EUA: 23 000    | |
| "—" denota itens que não conseguiram entrar nas tabelas musicais ou não foram lançados no território.                   |                               |                               |                               |                               |                               |                               |                               |                               |                               |                               |                  | |

### Álbuns de compilação
| Detalhes do álbum                                                                                     | Melhores posições nas tabelas | Melhores posições nas tabelas | Melhores posições nas tabelas | Melhores posições nas tabelas | Melhores posições nas tabelas | Certificações |
| Detalhes do álbum                                                                                     | EUA                           | EUA R&B                       | AUS                           | NZL                           | RU                            | Certificações |
| --- | ----------------------------- | ----------------------------- | ----------------------------- | ----------------------------- | ----------------------------- | ------------- |
| Sweatsuit - 22 de Novembro de 2005 - Derrty Entertainment, Universal Records - CD, download digital   | 26                            | 6                             | 22                            | 36                            | 41                            | - RIAA: Ouro  |
| The Best of Nelly - 4 de Fevereiro de 2009 - Universal International - CD, download digital           | —                             | —                             | —                             | —                             | —                             |               |
| "—" denota itens que não conseguiram entrar nas tabelas musicais ou não foram lançados no território. |                               |                               |                               |                               |                               |               |

### Álbuns deremixes
| Detalhes do álbum | Melhores posições nas tabelas | Melhores posições nas tabelas | Melhores posições nas tabelas | Melhores posições nas tabelas | Melhores posições nas tabelas | Certificações   |
| Detalhes do álbum | EUA                           | EUA R&B                       | ALE                           | RU                            | SUI                           | Certificações   |
| --- | ----------------------------- | ----------------------------- | ----------------------------- | ----------------------------- | ----------------------------- | --------------- |
| Da Derrty Versions: The Reinvention - 23 de Novembro de 2003 - Derrty Entertainment, Universal Records - CD, download digital | 12                            | 6                             | 85                            | 94                            | 91                            | - RIAA: Platina |

### Mixtapes
| Detalhes do álbum                                                                                            |
| --- |
| 3000 And 9 Shit (como parte de Ocean's 7) - 29 de Maio de 2009 - So So Def, Global 14 - CD, download digital |
| O.E.MO - 24 de Dezembro de 2011 - Derrty Entertainment - Download digital                                    |
| Scorpio Season - 2 de Novembro de 2012 - Derrty Entertainment - Download digital                             |

## Extended plays
| Detalhes do álbum                                                                                      | Melhores posições nas tabelas |
| Detalhes do álbum                                                                                      | EUA R&B                       |
| --- | ----------------------------- |
| 6 Derrty Hits - 25 de Novembro de 2008 - Derrty Entertainment, Universal Motown - CD, download digital | 57                            |
| 6 Pack - 12 de Outubro de 2010 - Derrty Entertainment, Universal Motown - CD, download digital         | —                             |
| "—" denota itens que não conseguiram entrar nas tabelas musicais ou não foram lançados no território.  |                               |

## Singles

### Como artista principal
| Ano                                                                                                   | Canção                                                                 | Melhores posições nas tabelas | Melhores posições nas tabelas | Melhores posições nas tabelas | Melhores posições nas tabelas | Melhores posições nas tabelas | Melhores posições nas tabelas | Melhores posições nas tabelas | Melhores posições nas tabelas | Melhores posições nas tabelas | Melhores posições nas tabelas | Certificações | Álbum                            |
| Ano                                                                                                   | Canção                                                                 | EUA                           | ALE                           | AUS                           | CAN                           | IRL                           | NOR                           | NZL                           | PB                            | RU                            | SUI                           | Certificações | Álbum                            |
| --- | ---------------------------------------------------------------------- | ----------------------------- | ----------------------------- | ----------------------------- | ----------------------------- | ----------------------------- | ----------------------------- | ----------------------------- | ----------------------------- | ----------------------------- | ----------------------------- | --- | -------------------------------- |
| 2000                                                                                                  | "Country Grammar (Hot Shit)"                                           | 7                             | 5                             | 1                             | 9                             | 20                            | 10                            | 22                            | —                             | 43                            | 7                             | - ARIA: Ouro - RIAA: Ouro | Country Grammar                  |
| 2000                                                                                                  | "E.I."                                                                 | 15                            | 10                            | —                             | 19                            | 12                            | —                             | 15                            | —                             | —                             | 11                            | - ARIA: Ouro | Country Grammar                  |
| 2001                                                                                                  | "Ride wit Me" (com participação de City Spud)                          | 3                             | 34                            | —                             | 3                             | 4                             | —                             | 4                             | 7                             | 20                            | 3                             | - ARIA: Platina - RIAA: Ouro - BPI: Prata                                                                                                 | Country Grammar                  |
| 2001                                                                                                  | "Batter Up" (com St. Lunatics)                                         | —                             | 76                            | —                             | —                             | 19                            | —                             | 30                            | —                             | —                             | 28                            | | Country Grammar                  |
| 2001                                                                                                  | "#1"                                                                   | 22                            | 20                            | —                             | 13                            | 20                            | —                             | —                             | —                             | —                             | —                             | | Training Day: The Soundtrack     |
| 2002                                                                                                  | "Hot in Herre"                                                         | 1                             | 1                             | 1                             | 1                             | 3                             | 1                             | 10                            | 5                             | 3                             | 4                             | - ARIA: Platina - RMNZ: Platina - RIAA: Ouro                                                                                              | Nellyville                       |
| 2002                                                                                                  | "Dilemma" (com participação de Kelly Rowland)                          | 1                             | 1                             | 1                             | 1                             | 1                             | 3                             | 1                             | 2                             | 2                             | 1                             | - ARIA: 3× Platina - BPI: 2× Platina - FIIF (NOR): 2× Platina - BEA: Platina - FIIF (SUI): Platina - RMNZ: Ouro - SNEP: Ouro - NVPI: Ouro | Nellyville                       |
| 2002                                                                                                  | "Air Force Ones" (com participação de Kyjuan, Murphy Lee e Ali)        | 3                             | 4                             | 1                             | 10                            | —                             | —                             | —                             | —                             | —                             | —                             | | Nellyville                       |
| 2003                                                                                                  | "Work It" (com participação de Justin Timberlake)                      | 68                            | —                             | —                             | 24                            | 14                            | 13                            | 11                            | 15                            | 17                            | 7                             | - ARIA: Ouro | Nellyville                       |
| 2003                                                                                                  | "Pimp Juice"                                                           | 58                            | 27                            | 11                            | —                             | —                             | —                             | —                             | —                             | —                             | —                             | | Nellyville                       |
| 2003                                                                                                  | "Shake Ya Tailfeather" (com participação de P. Diddy e Murphy Lee)     | 1                             | 3                             | 1                             | 1                             | 3                             | 14                            | 13                            | 7                             | 3                             | 10                            | - RIAA: Ouro - RMNZ: Ouro | Bad Boys II: The Soundtrack      |
| 2003                                                                                                  | "Iz U"                                                                 | 34                            | 51                            | 23                            | —                             | 34                            | —                             | 35                            | —                             | —                             | 36                            | | Da Derrty Versions               |
| 2004                                                                                                  | "Flap Your Wings"                                                      | 58                            | 18                            | 14                            | —                             | 1                             | —                             | 2                             | —                             | 1                             | 1                             | - ARIA: Platina - RIAA: Ouro - RMNZ: Ouro                                                                                                 | Sweat                            |
| 2004                                                                                                  | "My Place" (com participação de Jaheim)                                | 4                             | 4                             | 2                             | 9                             | 1                             | —                             | 2                             | 11                            | 1                             | 1                             | - ARIA: Platina - RIAA: Ouro - RMNZ: Ouro                                                                                                 | Suit                             |
| 2004                                                                                                  | "Tilt Ya Head Back" (com participação de Christina Aguilera)           | 58                            | —                             | —                             | 26                            | 5                             | 27                            | 12                            | —                             | 4                             | 5                             | - ARIA: Platina - RIAA: Ouro | Sweat                            |
| 2004                                                                                                  | "Over and Over" (com participação de Tim McGraw)                       | 3                             | 51                            | 7                             | 1                             | 1                             | 2                             | 1                             | 13                            | 2                             | 1                             | - ARIA: 2× Platina - RIAA: Platina | Suit                             |
| 2005                                                                                                  | "Na-NaNa-Na" (com participação de Jazze Pha)                           | —                             | 65                            | —                             | —                             | —                             | —                             | —                             | —                             | —                             | —                             | | Sweat                            |
| 2005                                                                                                  | "'N' Dey Say"                                                          | 64                            | —                             | —                             | 21                            | 20                            | —                             | 11                            | —                             | 17                            | 6                             | | Suit                             |
| 2005                                                                                                  | "Errtime" (com participação de Jung Tru e King Jacob)                  | 24                            | 59                            | —                             | —                             | 15                            | 15                            | —                             | —                             | 21                            | —                             | - RIAA: Ouro | The Longest Yard: The Soundtrack |
| 2005                                                                                                  | "Grillz" (com participação de Paul Wall, Ali & Gipp e Brandi Williams) | 1                             | 2                             | 1                             | 7                             | 11                            | —                             | 12                            | —                             | 10                            | 24                            | - RIAA: Platina | Sweatsuit                        |
| 2007                                                                                                  | "Wadsyaname"                                                           | 43                            | 31                            | 12                            | —                             | —                             | —                             | —                             | —                             | 4                             | —                             | - RMNZ: Ouro | Brass Knuckles                   |
| 2008                                                                                                  | "Party People" (com participação de Fergie)                            | 40                            | 62                            | 16                            | —                             | 14                            | 52                            | 12                            | —                             | 7                             | 14                            | | Brass Knuckles                   |
| 2008                                                                                                  | "Body on Me" (com participação de Ashanti e Akon)                      | 42                            | 69                            | 10                            | —                             | 32                            | 57                            | 12                            | —                             | 19                            | 17                            | | Brass Knuckles                   |
| 2008                                                                                                  | "Stepped on My J'z" (com participação de Jermaine Dupri e Ciara)       | 90                            | 104                           | —                             | —                             | —                             | —                             | —                             | —                             | —                             | —                             | | Brass Knuckles                   |
| 2008                                                                                                  | "One & Only"                                                           | —                             | —                             | —                             | —                             | —                             | —                             | —                             | —                             | —                             | —                             | | Brass Knuckles                   |
| 2010                                                                                                  | "Just a Dream"                                                         | 3                             | —                             | 6                             | 1                             | 3                             | 5                             | 8                             | 17                            | 5                             | 8                             | - RIAA: 3× Platina - ARIA: 3× Platina - RMNZ: Platina                                                                                     | 5.0                              |
| 2010                                                                                                  | "Move That Body" (com participação de T-Pain e Akon)                   | 54                            | —                             | —                             | —                             | 29                            | —                             | —                             | —                             | —                             | —                             | | 5.0                              |
| 2011                                                                                                  | "Gone" (com participação de Kelly Rowland)                             | 113                           | 59                            | —                             | —                             | 21                            | —                             | —                             | —                             | —                             | —                             | | 5.0                              |
| 2011                                                                                                  | "The Champ"                                                            | 61                            | —                             | —                             | 64                            | —                             | —                             | —                             | —                             | —                             | —                             | | Não incluso em álbum             |
| 2013                                                                                                  | "Hey, Porsche"                                                         | 42                            | —                             | —                             | 24                            | 5                             | 26                            | 8                             | —                             | 7                             | 6                             | - ARIA: 2× Platina - RMNZ: Ouro | M.O.                             |
| 2013                                                                                                  | "Get like Me" (com participação de Nicki Minaj e Pharrell)             | 108                           | —                             | —                             | —                             | —                             | —                             | 96                            | —                             | —                             | 19                            | | M.O.                             |
| 2013                                                                                                  | "Heaven" (com participação de Daley)                                   | —                             | —                             | —                             | —                             | —                             | —                             | —                             | —                             | —                             | —                             | | M.O.                             |
| 2013                                                                                                  | "Rick James" (com participação de T.I.)                                | —                             | —                             | —                             | —                             | —                             | —                             | —                             | —                             | —                             | —                             | | M.O.                             |
| 2015                                                                                                  | "The Fix" (com participação de Jeremih)                                | 62                            | 3                             | 88                            | —                             | —                             | —                             | 15                            | —                             | —                             | 82                            | - RIAA: Platina - ARIA: 2× Platina - RMNZ: Ouro                                                                                           | Não inclusos em álbum            |
| 2016                                                                                                  | "Die a Happy Man"                                                      | 83                            | —                             | —                             | —                             | —                             | —                             | —                             | —                             | —                             | —                             | | Não inclusos em álbum            |
| 2018                                                                                                  | "Freaky with You" (com participação de Jacquees)                       | —                             | —                             | —                             | —                             | —                             | —                             | —                             | —                             | —                             | —                             | | Não inclusos em álbum            |
| "—" denota itens que não conseguiram entrar nas tabelas musicais ou não foram lançados no território. |                                                                        |                               |                               |                               |                               |                               |                               |                               |                               |                               |                               | |                                  |

1. ↑  "My Place" e "Flap Your Wings" foram lançados como duplo lado A na Austrália, Irlanda, Nova Zelândia e Reino Unido.

### Como artista convidado
| Ano                                                                                                   | Canção | Melhores posições nas tabelas | Melhores posições nas tabelas | Melhores posições nas tabelas | Melhores posições nas tabelas | Melhores posições nas tabelas | Melhores posições nas tabelas | Certificações | Álbum                     |
| Ano                                                                                                   | Canção | EUA                           | EUA R&B                       | AUS                           | IRL                           | NZL                           | UK                            | Certificações | Álbum                     |
| --- | --- | ----------------------------- | ----------------------------- | ----------------------------- | ----------------------------- | ----------------------------- | ----------------------------- | ------------- | ------------------------- |
| 2001                                                                                                  | "Where the Party At" (Jagged Edge com participação de Nelly)                                                      | 3                             | 1                             | —                             | —                             | —                             | 25                            |               | Jagged Little Thrill      |
| 2002                                                                                                  | "Girlfriend (The Neptunes Remix)" ('N Sync com participação de Nelly)                                             | 5                             | —                             | 2                             | 8                             | 13                            | 2                             | - RMNZ: Ouro  | Celebrity                 |
| 2003                                                                                                  | "All Night Long" (Brian McKnight com participação de Nelly)                                                       | —                             | —                             | —                             | —                             | —                             | —                             |               | U-Turn                    |
| 2004                                                                                                  | "Hold Up" (Murphy Lee com participação de Nelly)                                                                  | —                             | —                             | —                             | —                             | —                             | —                             |               | Murphy's Law              |
| 2005                                                                                                  | "Get It Poppin'" (Fat Joe com participação de Nelly)                                                              | 9                             | 17                            | 30                            | 26                            | 24                            | 34                            |               | All or Nothing            |
| 2005                                                                                                  | "Nasty Girl" (The Notorious B.I.G. com participação de Nelly, Diddy, Jagged Edge e Avery Storm)                   | 45                            | 20                            | 15                            | 5                             | 7                             | 1                             |               | Duets: The Final Chapter  |
| 2006                                                                                                  | "Call on Me" (Janet Jackson com participação de Nelly)                                                            | 25                            | 1                             | —                             | 20                            | 11                            | 18                            |               | 20 Y.O.                   |
| 2007                                                                                                  | "N' da Paint" (Ali & Gipp com participação de Nelly)                                                              | —                             | —                             | —                             | —                             | —                             | —                             |               | Kinfolk                   |
| 2007                                                                                                  | "5000 Ones" (DJ Drama com participação de Nelly, Jazze Pha, T.I., Yung Joc, Willie the Kid, Young Jeezy e Twista) | —                             | 73                            | —                             | —                             | —                             | —                             |               | Gangsta Grillz: The Album |
| 2008                                                                                                  | "Here I Am" (Rick Ross com participação de Nelly e Avery Storm)                                                   | 41                            | 9                             | —                             | —                             | —                             | —                             |               | Trilla                    |
| 2010                                                                                                  | "Miss Me" (Mohombi com participação de Nelly)                                                                     | —                             | —                             | —                             | —                             | —                             | —                             |               | Movemeant                 |
| 2011                                                                                                  | "Lose Control (Let Me Down)" (Keri Hilson com participação de Nelly)                                              | —                             | —                             | —                             | —                             | —                             | 36                            |               | No Boys Allowed           |
| 2013                                                                                                  | "About That Life" (DJ Kay Slay com participação de Fabolous, T-Pain, Rick Ross, Nelly e French Montana)           | —                             | —                             | —                             | —                             | —                             | —                             |               | Rhyme or Die              |
| 2013                                                                                                  | "Cruise" (Remix) (Florida Georgia Line com participação de Nelly)                                                 | 4                             | —                             | —                             | —                             | 38                            | 75                            |               | Here's to the Good Times  |
| 2015                                                                                                  | "I Don't Wanna Go to Bed" (Simple Plan com participação de Nelly)                                                 | —                             | —                             | —                             | —                             | —                             | —                             | - MC: Ouro    | Taking One for the Team   |
| 2016                                                                                                  | "Millionaire" (Cash Cash e Digital Farm Animals com participação de Nelly)                                        | —                             | —                             | —                             | —                             | —                             | —                             | - BPI: Ouro   | Blood, Sweat & 3 Years    |
| "—" denota itens que não conseguiram entrar nas tabelas musicais ou não foram lançados no território. | |                               |                               |                               |                               |                               |                               |               |                           |

### Singlespromocionais
| Ano                                                                                                   | Canção                                                | Melhores posições nas tabelas | Melhores posições nas tabelas | Álbum                |
| Ano                                                                                                   | Canção                                                | EUA                           | EUA R&B                       | Álbum                |
| --- | ----------------------------------------------------- | ----------------------------- | ----------------------------- | -------------------- |
| 2007                                                                                                  | "Switch" (Ashanti com participação de Nelly)          | —                             | —                             | Não incluso em álbum |
| 2008                                                                                                  | "One & Only"                                          | —                             | —                             | Brass Knuckles       |
| 2010                                                                                                  | "Tippin' in da Club"                                  | —                             | 79                            | Não incluso em álbum |
| 2010                                                                                                  | "Long Gone" (com participação de Plies e Chris Brown) | 121                           | 52                            | 5.0                  |
| 2017                                                                                                  | "Sounds Good to Me"                                   | —                             | —                             | Não incluso em álbum |
| "—" denota itens que não conseguiram entrar nas tabelas musicais ou não foram lançados no território. |                                                       |                               |                               |                      |

### Outras canções que entraram nas tabelas
| Ano                                                                                                   | Canção                                                  | Melhores posições nas tabelas | Melhores posições nas tabelas | Melhores posições nas tabelas | Melhores posições nas tabelas | Melhores posições nas tabelas | Álbum                                   |
| Ano                                                                                                   | Canção                                                  | EUA                           | EUA R&B                       | AUS                           | CAN                           | RU                            | Álbum                                   |
| --- | ------------------------------------------------------- | ----------------------------- | ----------------------------- | ----------------------------- | ----------------------------- | ----------------------------- | --------------------------------------- |
| 2000                                                                                                  | "Come Over" (Funkmaster Flex com participação de Nelly) | —                             | 121                           | —                             | —                             | —                             | The Mix Tape, Vol. IV                   |
| 2003                                                                                                  | "E.I. (Reinvention)"                                    | —                             | 65                            | —                             | —                             | —                             | Da Derrty Versions: The Reinvention     |
| 2004                                                                                                  | "Girl Like U" (Snoop Dogg com participação de Nelly)    | —                             | 75                            | —                             | —                             | —                             | R&G (Rhythm & Gangsta): The Masterpiece |
| 2005                                                                                                  | "Get Loose" (T.I. com participação de Nelly)            | —                             | 70                            | —                             | —                             | —                             | Urban Legend                            |
| 2010                                                                                                  | "Liv Tonight" (com participação de Keri Hilson)         | 75                            | —                             | 39                            | 74                            | 54                            | 5.0                                     |
| 2012                                                                                                  | "This Time of Night" (T.I. com participação de Nelly)   | —                             | 68                            | —                             | —                             | —                             | Fuck da City Up                         |
| 2012                                                                                                  | "Marry Go Round" (com participação de Chris Brown)      | —                             | 51                            | —                             | —                             | —                             | M.O.                                    |
| "—" denota itens que não conseguiram entrar nas tabelas musicais ou não foram lançados no território. |                                                         |                               |                               |                               |                               |                               |                                         |

1. ↑  "E.I. (Reinvention)" é também conhecida como "Tip Drill".